# Раджейовски окръг
Раджейовски окръг (на полски: Powiat radziejowski) е окръг в Централна Полша, Куявско-Поморско войводство. Заема площ от 607,20 км2. Административен център е град Раджейов.

## География
Окръгът се намира в историческата област Куявия. Разположен е в южната част на войводството.

## Население
Населението на окръга възлиза на 42 239 души (2012 г.). Гъстотата е 70 души/км2.

## Административно деление
Административно окръгът е разделен на 7 общини.
Градска община:
- Раджейов

Градско-селска община:
- Община Пьотърков Куявски

Селски общини:
- Община Битон
- Община Добре
- Община Ошенчини
- Община Раджейов
- Община Тополка

## Галерия
- Пьотърков Куявски
- Раджейов